# 로널드 레이건
로널드 윌슨 레이건(영어: Ronald Wilson Reagan, 문화어: 로날드 레간, 1911년 2월 6일~2004년 6월 5일)은 미국의 제40대 대통령(1981년~1989년)과 제33대 캘리포니아 주지사를 지낸 정치인이다.
레이건은 일리노이주 화이트사이드군 탬피코에서 태어났고, 리군의 딕슨에서 자랐으며, 일리노이주 유레카 대학에서 경제학과 사회학으로 문학사를 취득했다. 졸업 후에 레이건은 처음으로 일리노이주를 떠나 아이오와주로 가서 라디오 방송국에서 일했으며, 1937년에는 캘리포니아주 로스앤젤레스로 자리를 옮겼다. 레이건은 캘리포니아로 이주하고 배우로서 활동하며 여러 작품에 출연하였다. 레이건은 1947년 부터 1952년까지 미국 배우 조합의 회장을 역임했으며 역임한 동안 그 안에서 공산주의의 영향력을 근절시키기 위해 일했다. 1959년부터 1960년까지 미국배우조합의 회장을 재역임하였다. 1964년 레이건의 연설 "선택의 시간"(공화당 대통령 후보 배리 골드워터를 대신한 선거연설)은 레이건을 새로운 보수파 인물로 전국적 관심을 받게 했다. 지지자를 얻은 레이건은 1966년 캘리포니아 주지사로 선출되었다.
1968년, 1976년 대선에서 낙마하였으나, 레이건은 1980년 대통령 선거에서 공화당 후보로 지명되었고, 현직 민주당 대통령인 지미 카터를 꺾으며 대통령에 당선되었다. 당시 레이건은 69세로 미국 대통령에 취임한 최고령자였다. 레이건은 선거인단에서 압승을 거뒀는데, 선거인단 투표수가 525표로 선거인단 538표 중 98%를 얻었다. 이는 미국 역사상 가장 편파적인 대통령 선거 중 하나였다.

## 생애

라디오의 스포츠 아나운서 시절

### 어린 시절
로널드 레이건은 1911년 일리노이주 탬피코에서 가난한 구두 판매원의 둘째 아들로 태어났다. 로널드 레이건의 아버지는 카운티 팀페러리에서 온 가톨릭 아일랜드 이민자였고, 어머니는 잉글랜드와 스코틀랜드 혼혈이었다. 로널드의 형 닐 레이건은 광고회사 임원이 되었다. 레이건의 아버지는 네덜란드인 소년 같은 로널드의 헤어스타일을 보고 "네덜란드"라는 별명을 붙였다. 레이건의 어린 시절 내내 이 별명으로 불렸다. 레이건의 가족은 몬머스, 게일즈버그, 시카고를 포함하여 일리노이의 여러 마을과 도시에서 잠시 살았다. 1919년, 레이건의 가족은 탬피코로 돌아가 마침내 딕슨에 정착하였다.
흑인 민권 운동이 있기 훨씬 전부터 레이건은 인종 차별에 반대하였는데 이는 이례적인 일이었다. 레이건의 아버지는 가톨릭 신자였기에 KKK단의 반유대주의와 인종주의 행태에 강력히 반대했다. 이 영향을 받아 레이건은 저명한 배우가 된 후에 제2차 세계 대전 이후 인종 평등을 지지하는 연설을 했다. 나중에 정치인으로서 레이건은 종종 백인 인종에 대한 분노와 민권 운동에 대한 반발에 호소했다는 비난을 받았다.

### 정치 입문
1932년 유레카대학 경제학과를 졸업한 후 아나운서로 일했다. 1937년 할리우드에 들어가 1964년까지 《Kings Row》(1942년) 등 약 50편의 영화에 출연하였으나 특별한 주목은 받지 못했다. 1947년 미국노동총연맹 산하 영화배우협회 회장에 선출되었다. 처음에는 민주당의 대통령 프랭클린 루스벨트를 지지했으나, 1950년대 초부터 차츰 보수로 기울었다.
1949년에는 제인 와이먼과 이혼했고 3년뒤인 1952년에 낸시 데이비스와 재혼했다.

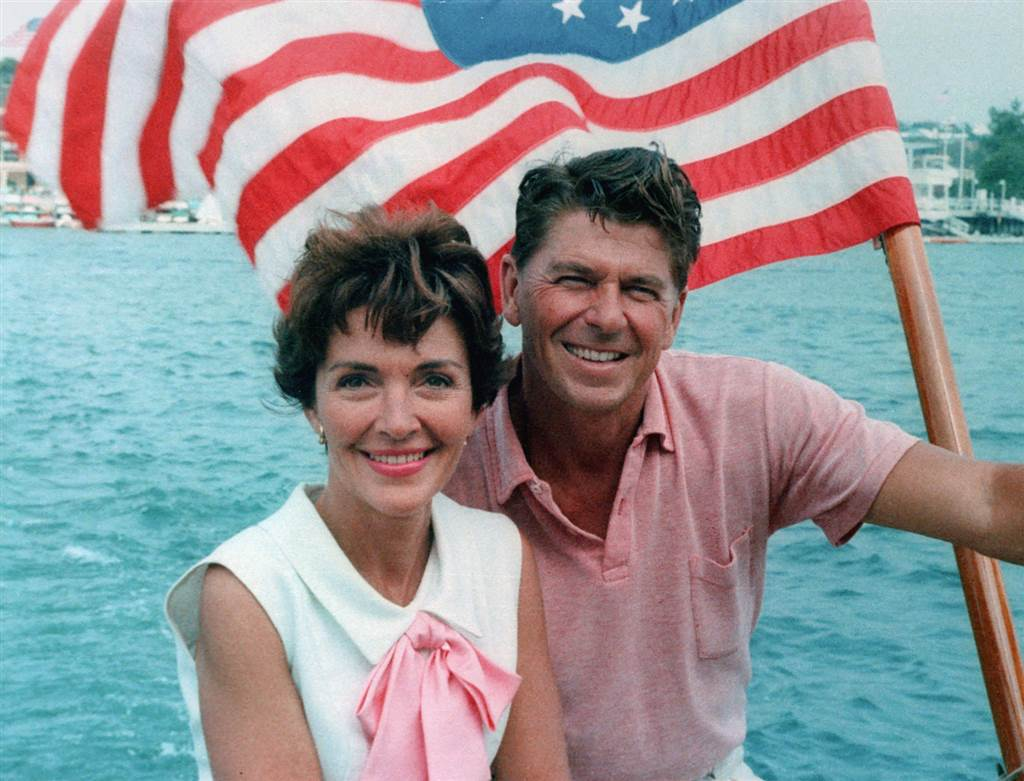
1964년 캘리포니아에서 로널드 레이건과 함께 보트를 타고있는 사진

레이건에게 루스벨트는 "진정한 영웅"이었다. 레이건은 1950년대에 우파로 전향했고, 1962년에 공화당에 입당했다. 1964년 배리 골드워터 대통령 선거 캠페인에서 주요 보수 대변인으로 활동하면서 정치권에서 부상했다.
정치 입문 초기에 레이건는 미국 재향군인 위원회 (1943–2008)와 같은 좌파 성향의 많은 정치 위원회에 가입했다. 1950년 캘리포니아 주 상원의원 선거에서 리처드 닉슨에게 패배했던 헬렌 가하건 더글러스를 지지하기도 했다. 레이건는 공산주의가 정치권 배후에서 공산주의 반대 세력에 대항하기 위한 영향력을 행사할 수 있을 것이라고 믿었다.
레이건은 종종 집회에서 강한 이념적 신념을 가지고 연설했다. 1945년 12월, 레이건은 워너 브라더스 스튜디오의 압력으로 할리우드에서 반핵 집회를 이끌지 못하게 되었다. 나중에 상호 확증 파괴 전략에 대한 반대를 구체적으로 언급하면서 핵무기를 대통령 임기당시 핵심 과제로 삼았다. 1948년 대통령 선거에서 레이건은 해리 트루먼을 강하게 지지했고 로스앤젤레스에서 선거 연설 동안 그와 함께 무대에 등장했다. 1950년대 초, 레이건은 당시 배우였던 낸시 데이비스와 가까워졌다. 그 후 레이건은 드와이트 아이젠하워와 리처드 닉슨의 대통령 후보를 지지를 표명하며 우파로 돌아섰다.
레이건이 직접 쓴 많은 연설들은 초당파적이었지만 보수적이고 친기업적인 메시지를 담고 있었다. 노동조합에 대항하는 강경한 입장과 노동자들을 쟁취하기 위한 레이건의 혁신적인 전략들은 현대 미국 보수주의의 핵심 신조인 자유 시장, 반공산주의, 낮은 세금, 제한된 정부를 주장했다. 이후 레이건은 연예계를 떠나 정치권으로 입문한다.
1961년에 메디케어 법안이 도입되었을 때, 레이건는 미국의사협회(AMA)에 이 법안이 미국의 자유의 종말을 의미할 것이라고 경고하였다. 레이건은 자신의 라디오 청취자들이 이를 막기 위해 항의하지 않는다면 "우리는 사회주의가 있다는 것을 알게 될 것입니다. 며칠 후, 당신과 나는 우리 아이들과 우리 아이들의 아이들에게 한때 미국에서 인간이 자유로웠던 것이 어땠는지에 대해 이야기하며 우리의 황혼을 보낼것입니다."라고 말했다 1960년대에 그가 반대했던 또 다른 민주당 정책에는 푸드 스탬프 프로그램, 최저 임금 인상, 평화봉사단 설립이 포함되어 있다. 또한 그는 전미 총기 협회 (NRA)에 가입하여 종신 회원이 되었다.
레이건은 1964년 보수 대통령 후보 배리 골드워터 지지 연설에서 전국적인 주목을 받았다. 골드워터를 대변하면서 레이건은 더 작은 정부의 중요성에 대한 자신의 믿음을 강조했다. 그는 자신의 유명한 연설 "선택의 시간"에서 다음과 같은 말을 하였다.
건국의 아버지들은 정부가 사람들을 통제하지 않고서는 경제를 통제할 수 없다는 것을 알고 있었습니다. 그리고 그들은 정부가 그 일을 시작할 때 그 목적을 달성하기 위해 힘과 강압을 사용해야 한다는 것을 알고 있었습니다. 그래서 우리는 선택의 시간에 이르렀습니다... 여러분과 저는 좌와 우 중 하나를 선택해야 한다고 들었지만 저는 좌나 우와 같은 것은 없다고 제안합니다. 위 또는 아래만 있습니다. 인간의 오랜 꿈—질서와 일치하는 개인의 자유의 최대치—또는 전체주의라는 개미더미까지 말입니다.— October 27, 1964

이 "선택의 시간" 연설은 흔들리는 골드워터 캠페인을 뒤집기에 충분하지 않았지만 레이건의 국가적 정치적 가시성을 확립한 중요한 사건이였다. 워싱턴 포스트의 데이비드 브로더는 이것을 "윌리엄 제닝스 브라이언이 그의 "금 십자가" 연설로 1896년 민주당 전당 대회에 전기를 공급한 이후 가장 성공적인 국가 정치 데뷔"라고 불렀다.

### 정치 활동과 대통령 선거
제2차 세계대전 때는 공군 기지의 부관으로 종군했고, 1962년 공화당에 가입했고, 경제적 자유주의자로 증세와 재정지출 확대에 매우 비판적이었다.
1966년 캘리포니아주의 주지사로 당선되어 조세감면, 복지제도의 축소, 고등교육정책 등을 추진하였고, 캘리포니아 주의 재정은 적자에서 흑자로 전환했다.
1968년•1976년 공화당 대통령후보로 나섰으나 패하였고, 1980년 공화당 대통령 후보에 지명되어, 미합중국 제40대 대통령 선거에 나서 경제불황으로 인기가 떨어지던 민주당의 지미 카터 대통령을 이겨 당선되었다.

### 대통령 집권기

#### 초선과 자유주의 경제정책 노선
당시 미국은 경기침체와 인플레이션이 동시에 발생했는데 기존 케인스 경제학으로는 설명을 할 수 없는 스태그플레이션이라는 기현상이었다. 레이건 대통령은 집권당 내부에서도 상당한 세력의 반대가 있었지만 임기초부터 방만한 재정지출 축소와 대규모 감세를 단행했다. 또 가격과 경쟁을 정부에서 통제하고 관리감독하는 틀 자체를 폐지시켜버렸다. 대표적인 사례가 항공기 산업인데 당시 미국의 항공사는 민간 업체였지만 항공요금은 정부에서 가격을 통제했다. 항공사들은 가격경쟁을 하지 못하기 때문에 할인행사나 기내식 서비스로 서로 경쟁을 하려고 했지만 레이건 정부 이전까지만해도 이런 기내식 서비스나 할인권 발매 같은 경쟁도 금지시키고 동일하게 운영하게 늘 관리감독을 했다. 레이건 정부에서 산업부분에 경쟁체제를 도입한 후 항공사들끼리 가격경쟁이 일어나면서 항공권 가격은 일제히 하락했다. 이 저렴한 항공권 때문에 소비자들이 늘어나면서 항공기 산업은 폭발적으로 성장했다. 이런 경쟁이라는 개념은 지금은 매우 상식적인 일이지만 냉전시기였던 당시만해도 경쟁이라는 개념은 금기시하던 시대였다. 물론 레이건 정부의 경제적 자유주의 정책을 통해 미국은 스태그플레이션을 벗어났고 동시에 침체한 경기를 활성화해 엄청난 경제 호황을 누리게 됐다는 건 수치상으로 증명이 된다. 문제는 경쟁에서 밀려난 소수의 계층이 존재한다는 점인데 레이건 정부는 이런 계층에 대해서는 소홀하게 인식했다는 비판이 존재한다.

#### 암살 시도
1981년 3월 30일에는 힐튼 호텔에서 노동계 지도자들과 오찬을 마치고 떠나던 도중 정신질환자였던 존 힝클리 주니어에게 저격을 당했으나 다행히 총알이 심장에서 12 cm 떨어진 곳을 아슬아슬하게 통과하여 가까스로 목숨을 건져 역대 미국 대통령 중 최초로 테쿰세의 저주를 피해간 대통령이 되었다. 그리고 이 저격사건으로 인해 경호원이었던 팀 매카시도 몸으로 레이건을 막아 부상을 당했으나 회복되었다.
당시 힝클리 주니어는 범행 이유에 대해 '당시 유명 영화배우였던 조디 포스터의 관심을 끌기 위해서였다.'고 범행 이유를 자백하였고, 정신병을 앓고 있었던 점과 대통령이 무사하다는 점이 정상 참작되어 1982년, 무죄 판결을 받고 세인트 엘리자베스 정신병원으로 이송되었다.

#### 재선과 강경보수 외교정책 노선

소련 고르바초프와 정삼회담을 하는 레이건 (1985년)

베를린 장벽의 붕괴를 연설하는 레이건 (1987년)

레이건은 대통령으로 재임하면서 보수적이고 강경한 국내 내치 정책과 국외 외교 정책을 펼쳐 1984년 대통령 선거에서 민주당 후보 월터 먼데일에게 압승을 거두면서 재선에 성공했다. 그러나 조세감면과 사회복지지출을 억제한 ‘레이거노믹스’의 결과 재정 및 무역 적자를 초래했고 대외정책에서 레바논 파병과 리비아 폭격, 냉전체제가 공산권의 사멸로 끝났으니 국방비를 복지비용으로 전환해야 한다는 비평을 억누르려는 그레나다 침공, 니카라과 반군지원 등으로 제3세계 국가들에게 위협을 주었고 포클랜드 전쟁에서는 우방국인 영국을 옹호했으며 아르헨티나를 테러집단으로 규정하기도 했다. 그러나 이 사건으로 인하여 중남미에서는 레이건이 마거릿 대처의 정부라는 소문을 퍼뜨리는 등 레이건에 대한 비판이 끊이지 않았다. 1986년 '이란 - 콘트라 사건'으로 인기가 떨어지자 소비에트 연방에 대해 유화정책을 펴기 시작하였다. 1987년 12월에는 소련의 미하일 고르바초프 서기장과 '중거리핵전력폐기조약'(INF Treaty)을 맺어 냉전을 종식시켰고 1988년 대통령선거에서는 부통령이었던 조지 허버트 워커 부시를 도와 공화당 재집권에 성공했으며 1989년에 퇴임하였다.

#### 대한민국과의 관계
미국 대통령으로서 재임시절 여러번 방한 한 적이 많았었고 한국에게 관대한 외교적인 노선을 자주 보여 왔다. 박정희 대통령의 핵무장 프로그램과 미사일 개발을 중단시키고, 대한민국과 굳건한 한미공조를 이뤄냈다.

### 퇴임 이후

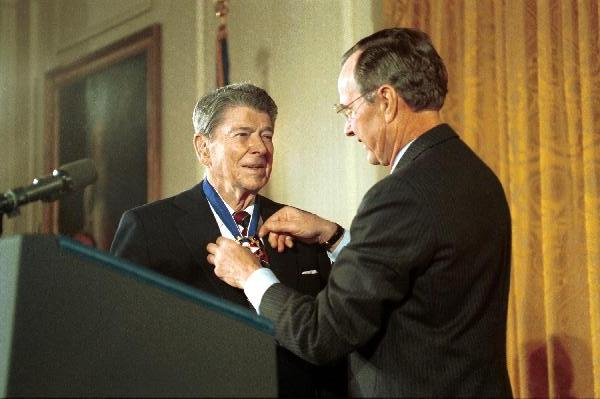
퇴임을 앞둔 미국의 대통령인 조지 H. W. 부시가 1989년에 퇴임한 미국의 대통령 로널드 레이건에게 대통령 자유 훈장을 수여하는 모습 (1993년)

그는 공화당을 더욱 강경한 보수주의로 이끌었던 미국 보수주의운동 진영에서 배출한 최초의 대통령으로, 미국 역대 대통령 중 가장 많은 나이인 70세의 나이로 취임한 대통령이기도 했으며, 최초로 이혼 경력이 있는 미국 대통령이기도 하였다. 그 후, 1989년, 조지 H. W. 부시는 대통령이 되고 난 후, 그는 퇴임하고 자신의 고향인 캘리포니아 자택으로 돌아갔다. 1992년, 대통령 선거가 다시 돌아왔지만 빌 클린턴이 당선되고 조지 H. W. 부시는 결국 낙선되었다. 하지만 1993년, 조지 H. W. 부시는 퇴임을 앞두고 로널드 레이건을 대통령 자유 훈장을 수여했다.

### 서거

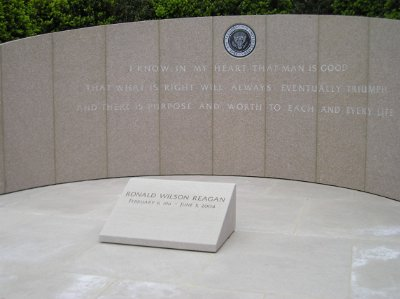
레이건의 묘비

1994년 11월 레이건이 알츠하이머병 진단을 받았다고 발표했다. 레이건 전 대통령은 뇌의 퇴행성 질환의 하나로 의식의 혼탁과 기억 장애 등의 증상을 유발하는 이 알츠하이머병에 대한 인식이 높아지기를 바랬고, 이 병의 치료 방법을 찾기 위해 1995년 그의 부인 낸시 여사와 함께 국립 알츠하이머병 재단과 함께 로널드 낸시 레이건 연구소(Ronald and Reagan Research Institute)를 창설했다. 1997년 10월에는 자신의 대통령 재직 사실도 모르고, 정신 혼미와 발작증상 등이 나타났으며, 1999년에는 신체기능이 급속히 악화되었다. 레이건은 파킨슨병이 악화된 이후로는 대중과의 노출을 일체 차단한 상태로 투병생활을 해왔다. 낸시 여사는 2001년 가진 인터뷰에서 "내 남편은 사람들이 옛날의 레이건으로 기억해주길 바랄 것이다"라는 말을 남기며 투병상태에 대해 설명하기도 했다.
2004년 6월 5일, 10년간 투병해 온 그는 캘리포니아의 자택에서 폐렴 합병증으로 향년 93세의 일기로 서거하였다. 레이건의 시신은 알링턴 국립묘지에 안치되었다.

### 유산
레이건이 1989년에 퇴임한 이래 그의 유산을 둘러싼 학자, 역사가, 일반 대중 사이에서 상당한 논쟁이 벌어졌다. 지지자들은 레이건의 경제 정책, 냉전의 평화로운 종식을 포함한 외교 정책의 승리, 미국의 자존심과 사기 회복의 결과로 경제가 더욱 효율적이고 번영했다고 지적했다. 지지자들은 레이건의 경제 정책, 냉전의 평화적 종식을 포함한 외교 정책의 승리, 미국의 자부심과 사기 회복의 결과로 보다 효율적이고 번영하는 경제를 지적했다. 지지자들은 특히 이란 인질 위기 동안 지미 카터의 약한 지도력에서 미국의 자신감과 자존감이 쇠퇴한 이후 레이건이 아메리칸 드림에 대한 믿음을 회복한것에 열렬한 지지를 보냈다. 그러나 비평가들은 레이건의 경제 정책으로 인해 예산 적자가 증가하였고 부의 불평등 확대되었으며 노숙자 증가하였고 이란-콘트라 사건으로 미국의 신뢰도가 낮아졌다고 지적했다.
미국의 주요 정책 입안자와 언론인 사이에서도 레이건의 유산에 대한 의견이 상반된다. 헤리티지 재단의 회장인 에드윈 퓰너는 레이건이 "더 안전하고 자유로운 세상을 만드는 데 일조했다"라고 그의 경제 정책에 대해 평가하였다. 그러나 경제 및 정책 연구 센터의 공동 책임자인 마크 웨이스브롯은 레이건의 "경제 정책은 대부분 실패"라고 주장하였고, 워싱턴 포스트의 하워드 커츠는 워싱턴 포스트의 하워드 커츠는 레이건이 "레이겐 시대에 텔레비전에서 크게 보도되는 기록이 말하는 것보다 훨씬 더 논란이 많은 인물"이라고 말했다.
그의 업적을 둘러싼 논쟁에도 불구하고, 많은 보수 및 자유주의 학자들은 레이건이 프랭클린 D. 루스벨트 이후 가장 영향력 있는 대통령이었으며 효과적인 의사소통과 실용적인 타협을 통해 미국 정치, 외교, 문화 및 경제에 그의 흔적을 남겼다는 데 동의하고 있다. 영국 역사가 M. J. 힐은 레이건이 퇴임한 이후 그가 보수주의를 회복하고, 국가를 우경화했으며, 이데올로기와 정치의 제약 사이에서 균형을 이룬 상당히 실용적인 보수주의를 실천하였고 대통령에 대한 믿음을 되살렸다고 합의하였다. 또한 레이건이 미국의 예외주의와 냉전 승리에 기여하였다는 것을 인정하였다. 2017년 학자들을 대상으로 한 C-SPAN 설문조사에서 42명의 미국의 모든 대통령과 비교할 때 리더십 측면에서 레이건을 꼽았다. 이와 함께 그는 국제 관계면에서 9위를 차지하였다. 2017년 연구자들을 대상으로 한 C-SPAN 설문조사에서 42명의 모든 미국 대통령을 비교한 결과 리더십 측면에서 레이건이 뽑혔다. 또한 국제 관계에서는 9위를 차지했다.

### 평가
2011년 갤럽 여론조사에서는 미국인이 생각하는 가장 위대한 대통령으로 레이건이 19%를 득표하며 1위를 기록했다. 2위는 14%를 기록한 링컨이었다.
사회학자 송호근은 기술관료적 성격을 갖는 정치인이라면 불가능했을 사회혁신을 특유의 정치력으로 밀어붙인, "카리스마적인 정치지도자" 중 한 명으로 레이건 대통령을 언급했다. 노사협력 제도를 창안해 정착시키고, 사회적 투명성과 합리성을 증진하는 제도는 물론 상호신뢰를 높이는 각종 제도를 도입했던 선진국 지도자들 중 하나라는 것이다. 그러나 그가 집없는 사람들을 여럿 만들었다는 점, 교도소 민영화로 인해 미국 내 전과자 비율을 10%까지 상승시켰다는 점, 공용 정신병원을 없앴다는 점에서 그는 비판 받기도 한다.

## 기타
레이건은 미국 역대 대통령 중 가장 고령의 나이에 당선되었다(취임식 기준 만 69세 349일). 하지만 이 기록은 도널드 트럼프가 만 70세의 나이로 제45대 미국 대통령으로 당선되면서 깨졌으며, 2020년 11월 9일 조 바이든이 78세의 나이로 46대 대통령에 당선이 되면서 역대 3위로 밀려났다. 또한 레이건은 대통령 최초로 영화배우 출신이었다.

## 저서
레이건은 대통령 재임시절 단 한권의 책을 썼는데, 소논문 형식으로 쓴 《낙태와 국가의 양심》이다. 이 저서에서 그는 "노예제를 폐지하지 않고 미국의 자유 공화국이 완전하지 않았던 것처럼, 태아의 생명을 존중하고 보호하지 않는 나라는 결코 자유국가로 살아남을 수 없다"라고 경고하였다.

## 역대 선거 결과
| 선거명      | 직책명            | 대수 | 정당   | 득표율 | 득표수 (선거인단)    | 결과 | 당락                   |
| ----------- | ----------------- | ---- | ------ | ------ | -------------------- | ---- | ---------------------- |
| 1966년 선거 | 캘리포니아 주지사 | 33대 | 공화당 | 57.55% | 3,742,913표          | 1위  | 캘리포니아 주지사 당선 |
| 1970년 선거 | 캘리포니아 주지사 | 33대 | 공화당 | 52.83% | 3,439,174표          | 1위  | 캘리포니아 주지사 당선 |
| 1976년 선거 | 미국의 대통령     | 39대 | 공화당 | 0%     | 0표 (1명)            | 3위  | 낙선                   |
| 1980년 선거 | 미국의 대통령     | 40대 | 공화당 | 50.75% | 43,903,230표 (489명) | 1위  |                        |
| 1984년 선거 | 미국의 대통령     | 40대 | 공화당 | 58.77% | 54,455,472표 (525명) | 1위  |                        |

## 같이 보기
- 기독교 우파
- 레이거노믹스
- 로널드 레이건호